# Cassique solitaire
Cacicus solitarius
Espèce
Répartition géographique
Statut de conservation UICN

 LC  : Préoccupation mineure
Le Cassique solitaire (Cacicus solitarius) est une espèce d'oiseau de la famille des ictéridés.
Le Cassique solitaire se retrouve dans l’extrême ouest du Venezuela, la Colombie, l’est de l’Équateur, l’est du Pérou, la majeure partie du Brésil, la Bolivie, le Paraguay et le nord de l’Argentine.

## Habitat
Le Cassique solitaire s’observe dans la végétation dense de faible hauteur ou de hauteur moyenne.  Il fréquente les forêts humides dégradées, les forêts secondaires, la proximité des bras morts, les varzeas, les forêts-galeries, les bosquets d’Heliconias et les herbes hautes près de l’eau.

## Description

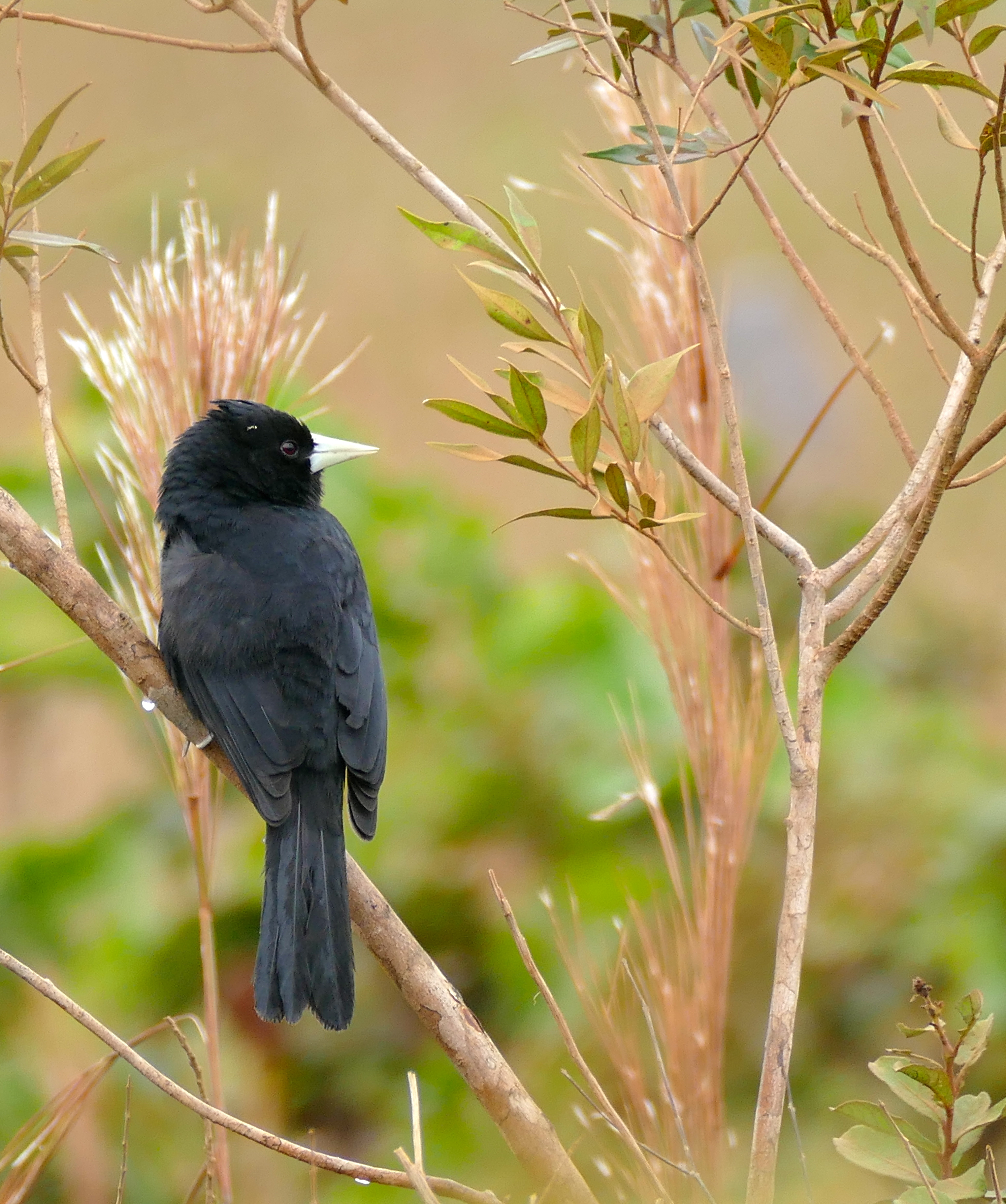
Cassique solitaire (Mato Grosso, Brésil)

## Comportement
Ce cassique est généralement solitaire ou en couple bien qu’il s’associe aussi aux volées mixtes d’alimentation.